# Josef Miner
Josef Miner (Breslavia, 15 luglio 1914 – Huși, 1944) è stato un pugile tedesco.

## Palmarès

### Olimpiadi
- Bronzo a Berlino 1936 nei pesi piuma.